# Hula hoop

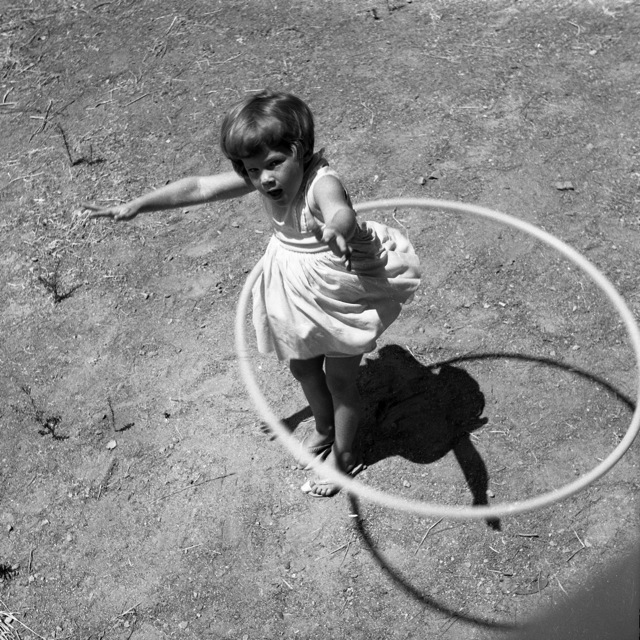
Fata învârtind un Hula hoop, 1958

Un hula hoop este un cerc de jucarie, care se învârte în jurul taliei, membrelor sau a gâtului.
Hula hoop-ul modern a fost inventat în 1958 de către Arthur K. „Spud” Melin și Richard Knerr, dar copiii și adulții din întreaga lume s-au jucat cu cercuri, rotindu-le și aruncându-le de-a lungul istoriei. Cercurile Hula hoop pentru copii măsoară în general aproximativ 71 cm în diametru, iar cele pentru adulți în jurul 1,02 metri. În trecut, cercurile erau deseori făcute din salcie, rattan, viță de vie si ierburi tari. Astăzi, ele sunt de obicei realizate din tuburi de plastic.

## Istoria modernă
Hula hoop a câștigat popularitate internațională la sfârșitul anilor 1950, când o versiune din plastic a fost comercializată cu succes de către compania de jucării Wham-O din California. În 1957, Richard Knerr și Arthur „Spud” Melin au fabricat cercuri de 1,06 metri cu plastic Marlex. Cu promoții și promovare la nivel mondial, popularitatea hula hoop-ului a crescut puternic începând cu iulie 1958; cu douăzeci și cinci de milioane de cercuri de plastic fiind vândute în mai puțin de patru luni, și peste 100 de milioane de unități în primii doi ani. Carlon Produse Corporation a fost unul dintre primii producatori de hula hoop. În timpul anilor 1950, când nebunia hula hoop, Carlon producea mai mult de 50.000 de cercuri hula pe zi. Cercul a fost introdus în National Toy Hall of Fame în Rochester, New York, în noiembrie 1999.

## Recorduri mondiale

### Durată
Cea mai mare perioadă înregistrată de rotire continuă a hula hoopului îi aparține lui Aaron Hibbs din Columbus, Ohio, care a învârtit un cerc timp de 74 de ore și 54 minute între 22 și 25 octombrie 2009.

### Număr
Recordul pentru cele mai multe cercuri hula hoop învârtite în același timp este de 160, deținut de Uimitoarea Marawa. 